# Musée Peabody d'archéologie et d'ethnologie
Le musée Peabody d'archéologie et d'ethnologie est un musée de l'université Harvard créé en 1866 grâce au mécénat de l'homme d'affaires américain George Peabody et situé à Cambridge  dans le Massachusetts, aux États-Unis.